# Drag (film)
Drag este un film american de dramă din 1929, produs de Richard A. Rowland și regizat de Frank Lloyd, bazat pe romanul Drag: A Comedy scris de William Dudley Pelley. Îi are în rolurile principale pe Richard Barthelmess și Lucien Littlefield.

## Subiect
Tânărul David Carroll preia publicarea unui ziar local din Vermont. Deși este atras de Dot, „cea mai sofisticată fată din oraș”, se căsătorește cu Allie Parker, fiica cuplului care conduce pensiunea unde locuiește. Allie rămâne acasă când David pleacă la New York pentru a vinde un muzical pe care l-a scris. Acolo, Dot, acum un designer de costume de succes, își folosește influența pentru a produce piesa lui David. David și Dot se îndrăgostesc, dar ea pleacă la Paris când află că David îi va rămâne fidel lui Allie. El trimite după Allie, dar când aceasta ajunge cu întreaga ei familie, el decide să o urmeze pe Dot la Paris.

## Distribuția
- Richard Barthelmess în rolul David Carroll
- Lucien Littlefield în rolul Pa Parker
- Kathrin Clare Ward în rolul Ma Parker
- Alice Day în rolul Allie Parker
- Tom Dugan în rolul Charlie Parker
- Lila Lee în rolul Dot
- Margaret Fielding în rolul Clara

## Premii
Frank Lloyd a fost nominalizat la Premiile Oscar pentru Premiul Oscar pentru cel mai bun regizor, împreună cu filmul Weary River.

## Starea de conservare
Mult timp s-a crezut că filmul este pierdut, dar a fost redescoperit mai târziu. Filmul avea inițial două versiuni, o versiune cu sunet și un fără.